# Chalcopasta territans
Chalcopasta territans är en fjärilsart som beskrevs av H. Edwards 1884. Chalcopasta territans ingår i släktet Chalcopasta och familjen nattflyn. Inga underarter finns listade i Catalogue of Life.